# Большой Аранец
Большой Аранец — река в России, протекает в Республике Коми по территории района Печора. Правый приток реки Печора. Устье реки находится в 942 км по правому берегу реки Печоры, около деревни Аранец. Длина реки — 86 км.

## Притоки
- 34 км: Ептикъёль (лв)
- 44 км: Войвож (пр)
- 54 км: Антон-Ёль (лв)
- 66 км: Косвож (лв)
- 75 км: Аранец (лв)

## Этимология гидронима
По одной из версий название река получила за скалистые берега от сиб. аранцы, оранцы означающее «каменистые, скалистые горы».

## Данные водного реестра
По данным государственного водного реестра России относится к Двинско-Печорскому бассейновому округу, водохозяйственный участок реки — Печора от водомерного поста у посёлка Шердино до впадения реки Уса, речной подбассейн реки — бассейны притоков Печоры до впадения Усы. Речной бассейн реки — Печора.

## Топографические карты
- Лист карты Q-40-XXIX,XXX. Масштаб: 1 : 200 000. Указать дату выпуска/состояния местности.